# NS-45機炮
諾德爾曼—蘇魯寧納NS-45（俄语：Нудельман Суранов НС-45）是一門由前苏联亚历山大·诺德尔曼和亚历山大·蘇拉諾夫在第二次世界大战期間所設計、74號工廠（現稱：卡拉什尼科夫集團，俄语罗马化：Kontsern Kalashnikova）生產的45毫米（1.77英吋）口徑單管航空機炮，是諾德爾曼—蘇魯寧納NS-37的加大型版本，發射45×186毫米苏联口徑机炮炮彈。大口徑機炮計劃可讓其有能力輕易擊毀地面目標（包括裝甲部隊）和軍用飛機（一發便可擊墜一架轰炸机）。
在第二次世界大战期間，它安裝在44架雅克列夫Yak-9K战斗机以上（槳轂炮）並用以作服役評估，但事實卻證明了它佔用機體以內過多空間。第二次世界大戰結束以後，NS-45也被安裝在圖波列夫Tu-1夜間戰鬥機的原型機以上。

## 設計與研發
NS-45是由於前苏联国防委员会1943年7月蘇聯戰鬥機裝上45毫米機炮的決定而研發。與一些前蘇聯和用作租借的單發戰機，比如Yak-9戰鬥機以上已經裝上了的37毫米機炮一樣，45毫米機炮的安裝方式就是讓其炮管穿過發動機艙和中空的螺旋槳軸心。因此，設計45毫米機炮炮的主要困難之處在於這種戰鬥機以上配備的發動機艙容量的限制。考慮到45毫米機炮炮彈的直径，Yak-9發動機艙僅可讓新炮管的管壁厚度為4毫米，幾乎是NS-37炮管管壁厚度的一半。（但亦有異說為發動機減速軸的開口直徑為55毫米，而NS-45的炮管管壁厚度僅有3.75毫米，相對地NS-37的炮管管壁厚度則是7.1毫米，而兩者都是在離炮口約610毫米的地方測量所得出的結果。）
前蘇聯OKB-15和OKB-16兩間設計局之間作出短期設計競賽以後，國防委員會作出了決定。前者推出了他們本來就不可靠的施普塔尼Sh-37的放大版本；雖然他們製作了一門原型炮並且在拉格-3以上通過了原廠測試，但由於Sh-37的設計上的已知缺失，他們的45毫米機炮方案甚至沒有獲得國家試驗的機會。而OKB-16展示了他們較為成功的諾德爾曼—蘇魯寧納NS-37的放大版本。NS-45的後座力峰值達到了7千克力，比NS-37（約5.5千克力）大約多出40％。因此，改進型NS-45M裝上用以緩衝後座力的炮口制退器——這是前蘇聯首門航空機炮以上裝有該炮口裝置的設計。儘管如此，其後座力仍然很大；還因而發布了一項特別命令，禁止駕駛員連續發射4發以上的機炮炮彈。
伴隨著該機炮的設計，還以21-K反坦克炮的標準45毫米破片炮彈研發了一款新型彈藥。（其彈頭以內裝有曳光劑，可燃燒11秒，並裝有MG-8觸發引信）新炮彈的總長度被限制於與NS-37的彈藥相同的數值，為328毫米。為了容納更大的炮彈，彈殼殼身（黃銅製）改為瓶頸式，長度也從NS-37彈藥的195毫米略微縮短至185毫米。由此製成的45毫米彈藥重量為1.93千克，而其中1.065千克是炮彈的重量。NS-45的初速為780米／秒（2,887.14英尺／秒），射速為260—280發／分鐘。

## 生產及服役
在戰爭的最後兩年中，74號工廠少量地生產NS-45；1944年生產了75門，而1945年生產了120門。

### Yak-9K戰鬥機

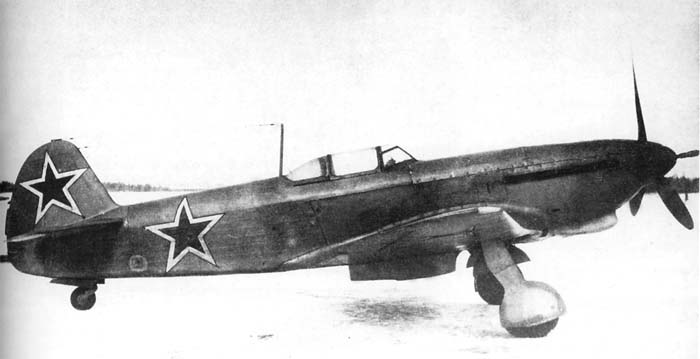
這架經過修改為搭載NS-45M機炮的Yak-9T成為第一架Yak-9K原型機；注意其發動機罩前方的突起物為NS-45M機炮的炮口制退器為其外觀特徵。

NS-45機炮首先安裝在經過改裝的Yak-9T戰鬥機以上，而該機型通常配備NS-37機炮。這架構造編號為0121的戰鬥機，就成為了第一架Yak-9K的原型機。後綴的“K”代表“Krupnokalibernyi”，意思是“大口徑”。NS-45M所突出的炮管和炮口制退器使Yak-9K比Yak-9T伸長約200毫米。安裝在Yak-9K以內的NS-45可裝填29發機炮炮彈，並且藉由彈鏈供彈。這時安裝在Yak-9K以上唯一的其他裝備是一挺裝填了200發子彈的UBS（與螺旋槳同步12.7毫米口徑重機槍）。Yak-9K的理論擊發重量為5.53千克／秒（12.2磅／秒），除了諸如Fw 190A-6/R1「百舌鳥」或是Bf 109G-6/R6「古斯塔夫」之類的“飛行機炮炮台”以外，該機炮在其範疇中在面對當時大多數德國單發戰鬥機而言都有著相當強大的優勢。而且與這些相比以下，Yak-9K仍然保持良好的水平機動性，因為它的机翼並無裝備武裝。
1943年底研製的Yak-9K原型機，於1944年1月12日至4月8日在前蘇聯空軍中央研究所（VVS NII）進行試驗。在1944年4月至6月期間，位於新西伯利亚的一家工廠製造的該戰鬥機作少批量生產，期間作出將駕駛艙進一步後移以改善重心的修改，並且交付給前蘇聯空軍第3戰鬥機航空隊作軍事試驗。44架少量生產的Yak-9K投入在這場軍事（作戰）試驗當中。這些試驗分別是在1944年8月13日至9月18日由白俄羅斯第3方面軍，以及1945年1月15日至1945年2月15日位由白俄羅斯第2方面軍所在之地進行。參與試驗的蘇聯空軍部隊是第278戰鬥機航空師（IAD）以下的第274戰鬥機航空團（IAP）和第65戰鬥機航空師以下的第812戰鬥機航空團。期間聲稱有12架德國戰鬥機被Yak-9K戰鬥機所擊墜，平均每個目標以10發擊墜。而Yak-9K戰鬥機駕駛員所聲稱的這12架德國戰鬥機當中，有8架是Fw 190而其餘4架是Bf 109G。
在Yak-9K以上的戰鬥經驗證明，雖然NS-45機炮有著對敵機而言致命的火力，實際上也只有第一發可在瞄準以下擊發。只是三發點放，即使Yak-9K在接近最大空速以下發射，都會導致戰鬥機的空速和穩定性明顯下降。有時在開炮以後，還會導致油水管道洩漏等狀況發生。以低於350公里／小時的空速擊發NS-45甚至會對駕駛員造成來回搖動般的影響，彷彿在一輛汽車以上突然減速和加速。
影響Yak-9K效能的另一個缺失在於，它的推重比要比其前型更低，儘管這主要原因是其燃料箱較大而非該機炮本身的重量；其燃料箱的燃料裝載量已從Yak-9T的440升擴大到650升，可讓它的燃料裝載量額外增加153公斤。相對地，Yak-9K在5,000公尺高度時的空速損失約為40公里／小時，而且Yak-9K爬升到這個高度的時間也緩慢了一分鐘。為了解決這個問題，一些已經投入使用的Yak-9K裝備了容量更小的480升燃料箱。為了彌補Yak-9K在垂直飛行上的機動性差劣的缺失，第812戰鬥機航空團的駕駛員開發出基本上把這架飛機視為重型戰鬥機般使用的戰術，利用它對轟炸機進行突襲，並且由靈活敏捷的Yak-3充當為其提供護航的飛行護衛。最終，蘇聯決定Yak-9K不會投入大量生產。除了可靠性和機身性能問題以外，另一個促成這決定的因素在於戰爭中當前在東線以上仍然活躍的德國轟炸機主要是Fw 190「百舌鳥」战斗轰炸機（Jabo）型，而45毫米炮彈對這款轟炸機而言卻是過度殺傷。到那時為止，共建造了53架Yak-9K。

### 其他戰鬥機
NS-45也在伊留申Il-2攻击机以上試用過，在兩翼各內藏了一門固定式機炮，但該設計並未投入大批量生產。1943年8月20日，蘇聯航空工業人民委員會下令，一架搭載新型的45毫米機炮的Il-2進行測試。1943年9月10日，裝有新型機炮的Il-2原型機生產出來以後，它就隨即被送到前蘇聯空軍中央研究所進行試驗。但由於NS-45機炮與這架飛機的相互整合時產生的各種問題，測試被推遲到1944年2月8日。但結果仍然令人失望；安裝在Il-2上的NS-45在打擊坦克尺寸的目標時的精度表現不佳，而且它倆的後座力幾乎是Il-2的機翼可安全承受力的兩倍（約4,000噸力）。
圖波列夫Tu-2的原型地面攻击机型（Tu-2Sh；Sh為「Shturmovik」的縮寫）的三個版本當中之一將兩門NS-37和兩門NS-45裝備以用作其正面武裝。1946年，這個衍生型號在某個時候進行了測試。在1946年12月30日至1947年10月3日期間，圖波列夫Tu-1夜間戰鬥機的原型機進行了更為實質性的測試，其中兩門NS-45安裝在機鼻以內、而每門裝填50發機炮炮彈，而且在翼根以內裝有兩門NS-23。但Tu-1卻因其引擎不可靠而被取消。

### 可作用途、性能和時代的比較的武器
- BK 5航空機炮：50毫米德國機炮
- Ho-401機炮（英语：Ho-401 cannon）：57毫米日本機炮

## 資料來源
1. 1 2 3  Williams, Anthony G. Rapid Fire. Shrewsbury: Airlife Publishing Ltd., 2000. ISBN 1-84037-435-7, page 159
2. 1 2 3 4 5 6 7 8 9 10 11 12 13 14 15 16 17  Широкорад А.Б. (2001) История авиационного вооружения Харвест (Shirokorad A.B. (2001) Istorya aviatsionnogo vooruzhenia Harvest. ISBN 985-433-695-6) (History of aircraft armament), pages 130-132
3. 1 2 3 4 5  Н. В. Якубович. . Коллекция / Яуза / ЭКСМО. 2008: 36. ISBN 978-5-699-29168-7.
4. 1 2 3 4 5  С.В. Иванов.  . Война в воздухе 34. section "Як-9К" (pages ~9-11): ООО "АРС" （俄语）.
5. 1 2 3 4 5 6  Yefim Gordon; Dmitriĭ Komissarov; Sergey Komoissarov. . pp. 111-112 for the Yak-9K, including the 40% greater recoil comparison. Absolute recoil figure for the NS-37 given on p. 104: Midland Publishing, Limited. 2005. ISBN 978-1-85780-203-0.
6. 1 2 3 4  Yefim Gordon and Dmitri Khazanov. Soviet Combat Aircraft of the Second World War, Volume One: Single-Engined Fighters. Earl Shilton, Leicester, UK: Midland Publishing Ltd., 1998. ISBN 1-85780-083-4, pp. 146-147
7. 1 2 3  Bill Gunston and Yefim Gordon. . Putnam Aeronautical Books. 1997: 80. ISBN 978-0-85177-872-3.
8. ↑  George Mellinger. . Osprey Publishing. 2005: 15. ISBN 1-84176-845-6.
9. 1 2  В. Перов, О. Растренин, "Ил-2 против танков", Техника и вооружение. Вчера, сегодня, завтра 2001/7, pp. 1-10 (info from page 10); the same text/information appears on pp. 86-87 in the larger monograph (100 pp.) by the same authors published in issue 2001/5-6 of Авиация и Космонавтика
10. ↑  Gunston, Bill. . Annapolis, MD: Naval Institute Press. 1995: 119. ISBN 1-55750-882-8.
11. ↑  Gunston, Bill. . Annapolis, MD: Naval Institute Press. 1995: 122. ISBN 1-55750-882-8.

## 外部連結
- （英文）—NS-45 on RAM（页面存档备份，存于）
- （英文）—45mm to 57mm（页面存档备份，存于） The Russian ammunition page